# Atenodor Cananita
Atenodor Cananita, en llatí Athenodorus Cananites, en grec antic Άθηνόδωρος Κανανίτης, fou un filòsof estoic conegut per cananita per haver nascut el seu pare a la ciutat de Cana, a Cilícia. Ell era nascut a Tars i fou conegut també com a Atenodor de Tars.
Probablement era la mateixa persona que Ciceró anomena Atenodor Calb. Va viure a Rodes on va aprendre de Posidoni les doctrines estoiques. Després va anar a Apol·lònia, on va atreure l'atenció d'Octavi, al qual va seguir a Roma. Fou conseller de l'emperador al qual donava les seves opinions amb total llibertat, i segons Zòsim, el govern d'August fou benigne mercès als consells d'Atenodor. Fou el mestre de Claudi, després emperador. Ja gran, va tornar a Tars llavors governada per Boet (Boethus) que havia estat favorit de Marc Antoni. Atenodor va provocar la seva expulsió i va establir l'ordre trencat en el període de l'anterior governant. Va aconseguir d'August la remissió de la vectigàlia per la ciutat de Tars. Va morir a 82 anys i la seva memòria fou honorada per un festival anyal i un sacrifici ritual.
Va escriure una obra contra les Categories d'Aristòtil (atribuïda per alguns autors a Atenodor Cordilió), una història de Tars, un llibre dirigit a Octàvia i d'alguns altres que mencionen Plutarc i Diògenes Laerci.